# KPRS
Koordinaten: 39° 0′ 57″ N, 94° 30′ 24″ W
KPRS oder KPRS-FM (Branding: „Hot 103 Jamz“; Slogan: „Kansas City's #1 for Hip Hop and R&B, The Big Station!“) ist ein US-amerikanischer Hörfunksender mit einem Hip Hop- sowie einem Rhythm and Blues-Sendeformat aus Kansas City im US-Bundesstaat Missouri. KPRS sendet auf der UKW-Frequenz 103,3 MHz. Eigentümer und Betreiber ist die Carter Broadcast Group, Inc.

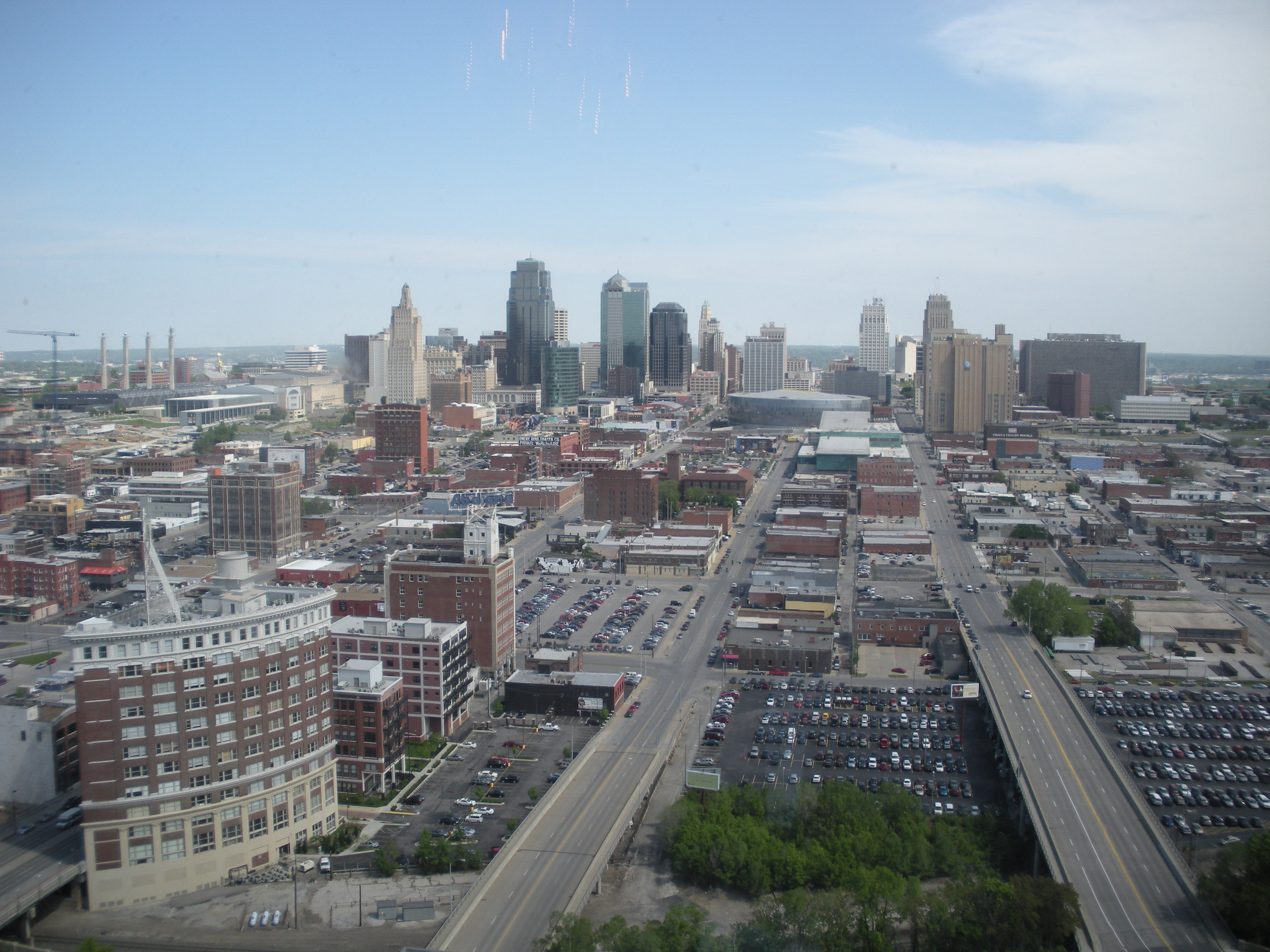
Skyline von Kansas City (2008)